# Srní u České Lípy
Srní u České Lípy (německy Rehdörfel) je malá vesnice, část obce Provodín v okrese Česká Lípa. Nachází se asi 2 km na severozápad od Provodína. Prochází tudy železniční trať Bakov nad Jizerou - Jedlová, v obci má svou zastávku. Je zde evidováno 25 adres. Trvale zde žije 66 obyvatel.

## Historie
Základem později vzniklé vesnice byla železniční stanice s názvem Zákupy - Mimoň (tehdy německy Reichstadt - Niemes) v době, kdy ještě neexistovala trať vedoucí přímo přes Zákupy. V Srní mělo panstvo ze zámku v Zákupech svou konírnu a odtud na zámek se nechalo odvážet kočáry.
Od roku 1907 zde fungoval podnik na impregnaci dřeva, zejména sloupy a pražce.

## Další údaje
Srní u České Lípy je také název katastrálního území o rozloze 3,72 km2.
V obci poblíž zastávky vlaku je rozsáhlý areál pily a za obcí nový pískový důl firmy Provodínské písky. U zastávky vlaku začíná žlutě značená turistická trasa vedoucí do obce Zahrádky, rozcestník této a modré trasy (vede od České Lípy) je u vstupu k pile.
Část trasy je vedena po silnici vedoucí též do Zahrádek.

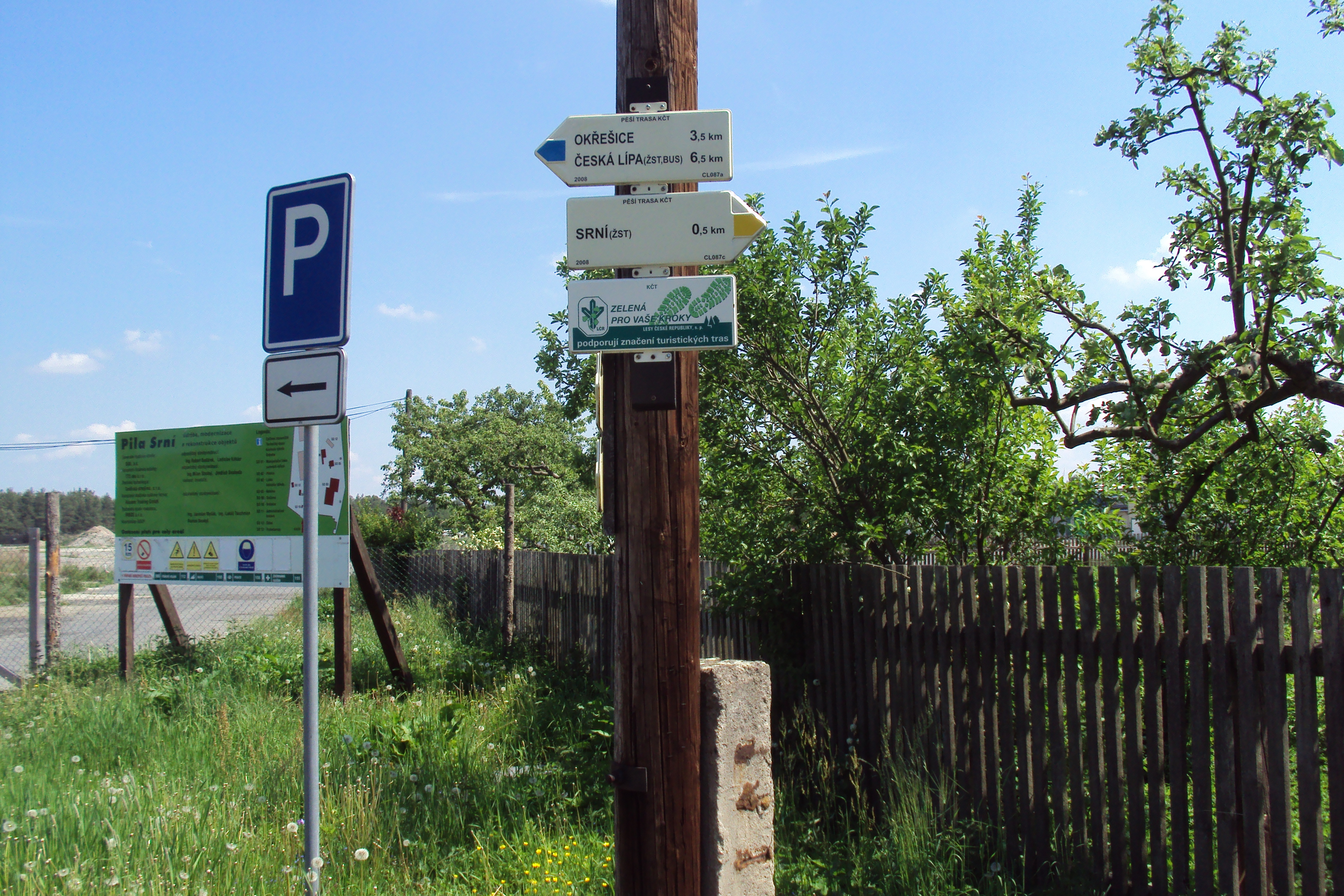
Rozcestník tras, vzadu pila